# Rudolf Elcho
Rudolf Elcho, korábban: Rudolf Ewh (Enkirch, 1839. március 3. – 1923) német író és színész.

## Élete

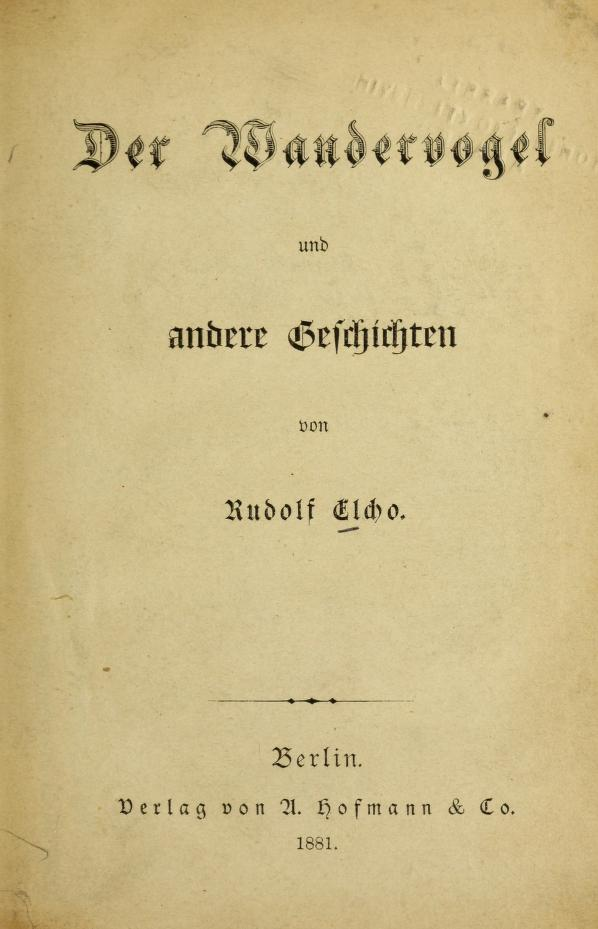
Der Wandervogel u. a. Geschichten

Műegyetemi tanulmányokat végzett, de csakhamar céltalan vándoréletet kezdett. Bejárta egész Európát, részt vett Garibaldi szicíliai expedíciójában, tagja volt a magyar légiónak, míg végül 1862-ben Amerikába ment, ahol az Amerikai Egyesült Államok hadseregébe mint önkéntes belépett, majd végigjárta az összes államokat, sőt mint színész is szerepelt. Innen 1868-ban tért vissza Németországba, ahol egy ideig még színészkedett és 1871-től a berlini Volkszeitung tárcájának szerkesztője volt. Munkáiban leginkább kalandos életének tapasztalatait dolgozta fel. Legismertebbek: Wilde Fahrten (1872, 4 kötet, az amerikai polgárháború idejéből); Der Wandervogel (1882); Goldene Schwingen (1886, 3 kötet) és egyéb, többnyire elbeszélésekkel vegyes úti rajzok. Vígjátékai: Onkel Hans, Die Spiritisten Phantome, Der Kurir des Zaren, Am Rande des Abgrunds stb. színre kerültek, de nem tettek nagyobb hatást.